# 진주 박세항 묘
진주 박세항 묘(晋州 朴世項 墓)는 대한민국 경상남도 진주시 문산읍 갈곡리에 있는 무덤이다. 2012년 10월 11일 경상남도의 문화재자료 제551호로 지정되었다.

## 참고 문헌
- 진주 박세항 묘 - 국가유산청 국가유산포털